# Южные пайюты

Традиционная территория южных пайютов.

Южные пайюты (англ. Southern Paiute) — индейское племя в США, которое традиционно жило в регионе Большого Бассейна, к северу и западу от реки Колорадо, на территории современных штатов Невада, Юта, и Аризона.
Сегодня южные пайюты проживают в нескольких индейских резервациях, расположенных на их традиционной территории.

## Язык
Язык южных пайютов относится к нумской ветви юто-ацтекской языковой семьи и состоит из нескольких диалектов, различия между которыми незначительны.

## История
Первый контакт европейцев с южными пайютами произошёл в 1776 году, когда Сильвестре Велес де Эскаланте и Франсиско Атанасио Домингес встретились с ними во время попытки найти сухопутный маршрут к миссиям Калифорнии. До этой даты южные пайюты подвергались набегам навахо и ютов.
В 1851 году на их землях обосновались мормонские поселенцы, отношения с которыми, были в основном мирными. С началом 1870-х годов правительство США начало переселять южных пайютов в резервации.

## Население
Джеймс Муни (1928) подсчитал, что северные и южные пайюты вместе насчитывали в 1845 году 7 500 человек. Отчёт Индейского офиса за 1923 год показывает 226 в Неваде и на юго-западе Юты, но при этом, часть южных пайютов подсчитаны как юты. Перепись 1930 года насчитывает 294 человека, исключая чемеуэви. Согласно отчёту Управления по делам индейцев Соединённых Штатов, южных пайютов в 1937 году было 439 человек.
В 2010 году общая численность северных и южных пайютов составляла 9 340 человек.